# Cullen Bullen
Cullen Bullen – miasto w Australii, w stanie Nowa Południowa Walia.